# Koulikoro régió
Koulikoro régió Mali egyik régiója, az ország középnyugati részén található. Területe nagyjából 90 000 km², lakossága több mint 2 400 000 fő. Fővárosa a 20 000 főnyi lakosú Koulikoro, de több mint 40 000 főnyi lakosságával Kati a legnagyobb város. Legfőbb etnikuma a bambara, de nagyobb számban laknak itt még malinkék és szomonók is.

## Földrajz

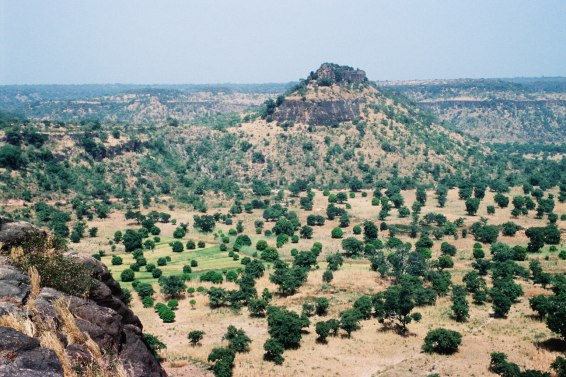
Jellegzetes geológiai formák Siby település közelében, Kati körzetben

Koulikoro régiót északról Mauritánia, nyugatról Kayes régió, délnyugaton Guinea, délen Sikasso régió, keleten pedig Ségou régió határolja. Bamako körzet a régió belsejében helyezkedik el, de különleges közigazgatási egység révén nem tartozik a régióhoz. Legfőbb folyója a Niger, de annak mellékfolyói is jelentősek, mint a Baoulé, a Sankarani, a Baogé, a Bani és a Bafing.
A régió klímáját két éghajlati hatás jellemzi. Északon a Száhel-övezet sivatagi klímája érvényesül inkább, tehát ez a rész csapadékszegény és a növényzet is gyér. Ezzel szemben a déli rész inkább trópusi, az időjárás egész évben csapadékos.
Legnagyobb városai lakosságuk szerint csökkenő sorrendben: Kati, Koulikoro, Kolokani, Nara, Banamba és Dioïla. A régió élővilága is gazdag, többek között egy nemzeti parkkal (Boucle du Baoulé Nemzeti Park) és három rezervátummal (Fina, Kongossambougou és Badinko) rendelkezik. Erdős részei összesen 200 841 hektáron terülnek el.

## Gazdaság
A régióban a mezőgazdaság a legfőbb megélhetési forrás, de a közelmúltban több iparág is megjelent a területen. Az itteni gyapottermelés és a köréje csoportosult ágazatok országszinten is igen jelentősek, de az aranyfelhasználás is növekedésnek indult. 1982-ben 140 millió USA-dollárból a Sankarani folyón egy vízerőművet is létesítettek.
A régió fővárosa, Koulikoro fontos közlekedési és kereskedelmi csomópont, érinti a Dakar-Niger vasútvonal is, valamint a Niger-folyón kapcsolatban áll más jelentős városokkal, mint Ségou, Mopti, Timbuktu és Gao.

## Fordítás
- Ez a szócikk részben vagy egészben  a   Koulikoro Region című angol Wikipédia-szócikk fordításán alapul.  Az eredeti cikk szerkesztőit annak laptörténete sorolja fel. Ez a jelzés csupán a megfogalmazás eredetét és a szerzői jogokat jelzi, nem szolgál a cikkben szereplő információk forrásmegjelöléseként.